# Nataretus tricolor
Nataretus tricolor är en insektsart som beskrevs av Walker 1851. Nataretus tricolor ingår i släktet Nataretus och familjen dvärgstritar. Inga underarter finns listade i Catalogue of Life.